# Couleurs chaudes et froides

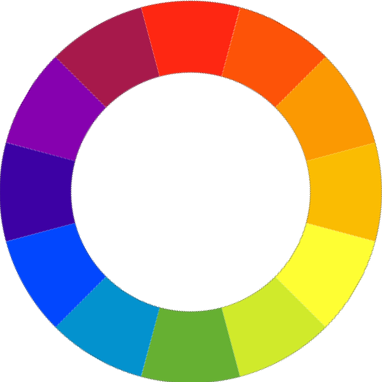
Dans ce cercle chromatique, les couleurs chaudes se trouvent en haut à droite et les froides à l'opposé.

Les couleurs chaudes et froides sont des termes génériques, en usage dans les arts graphiques, qui se réfèrent aux couleurs, teintes, tons ou nuances tirant respectivement vers l'orange ou vers le bleu.
« Réchauffer » une teinte, c'est lui ajouter une pointe de couleur chaude ; la « refroidir », c'est lui ajouter une pointe de couleur froide.
La notion de chaleur d'une couleur correspond à un sentiment, une impression, et à une convention. Si quand il s'agit de couleurs pures juxtaposées, l'art occidental s'accorde sur le chaud et le froid, quand on y mêle des couleurs sombres et grises, et que le coloris s'intègre dans une composition en perspective, les jugements sont susceptibles de diverger.

## Origine
La notion, attestée en 1728 dans le Traité de la peinture et de la sculpture des Richardson correspond à un usage d'atelier.
La distinction entre les couleurs « chaudes » ou « froides » a pris de l'importance au moins depuis la fin du XVIIIe siècle. Dans ses premières Contributions d'optique, écrites en 1791, Goethe rapporte : « J’entendais parler de couleurs ‘chaudes’ et ‘froides’, de couleurs qui se ‘relèvent’ mutuellement, et bien d’autres choses encore ». En 1797, le Journal de la toute nouvelle École polytechnique, où on enseigne encore le dessin, écrit « […] propriétés de l'atmosphère. Le rouge et le jaune s'y développent avec activité autour du soleil, à son lever et à son coucher […]. Ces deux couleurs vives et chaudes […] » et « Le bleu sera donc une couleur froide et obscure, propriétés qui se retrouvent dans les deux couleurs où elle est admise selon qu'elle y domine plus ou moins savoir le vert et le violet ». En 1835, George Field place les pôles « chaud » et « froid » sur un disque chromatique en face de l'orange et du bleu.
Ce contraste, d'après ce qu'on peut retracer à partir de l'Oxford English Dictionary, semble lié à la différence de luminosité observée sur les paysages selon le temps, différence entre les couleurs « chaudes » associées à la lumière du jour ou au crépuscule et les couleurs « froides » associées à une journée grise ou couverte. Ainsi les nuances entre le rouge et le jaune, marrons et roux inclus sont considérées comme des couleurs chaudes ; les nuances allant du bleu-vert à l'indigo, gris ne tirant pas sur le brun inclus, sont considérées comme froides. On ne s'accorde pas toujours sur les couleurs précises qui seraient les deux pôles de cette opposition, mais des sources datant du XIXe siècle posent comme contraste le plus visible celui entre le rouge orangé et le bleu-vert.
D'après Michel Pastoureau, l'association entre coloris et chaleur a varié au cours du temps, et au Moyen Âge et à la Renaissance le bleu était considéré comme une couleur chaude. Mais c'est encore le cas de nos jours. « Des peintres dans l'exercice de leur art peuvent parler d'un « bleu chaud » ou d'un  « jaune froid » ». Dans ces expressions, les adjectifs précisent la catégorie de couleur, comme le feraient « clair » ou « sombre ». Ils expriment un rapport à un bleu ou un jaune type. La polarité chaud-froid oriente l'espace des couleurs comme le contraste clair-foncé auquel elle est profondément liée. L'appréciation dépend ainsi, par contraste, de la couleur environnante.
L'opposition dépasse les limites de la culture européenne. Dans la Chine ancienne, le rouge-orangé s'associe au yang, masculin, actif et chaud, et s'oppose de même au noir ou au bleu, yin, féminin et froid. Quoi qu'il en soit, cette association d'une couleur et d'une température se trouble lorsqu'on compare deux couleurs dont l'une est plus claire ou plus vive, ou les deux, que l'autre. Comparant un bleu vif et brillant, et un rouge terne, certains associeront la chaleur avec le bleu. En conséquence, la question de la juste utilisation des teintes chaudes et froides a donné lieu à d'innombrables et stériles querelles, alimentées par des usages trop littéraux de leur définition.

## Champ

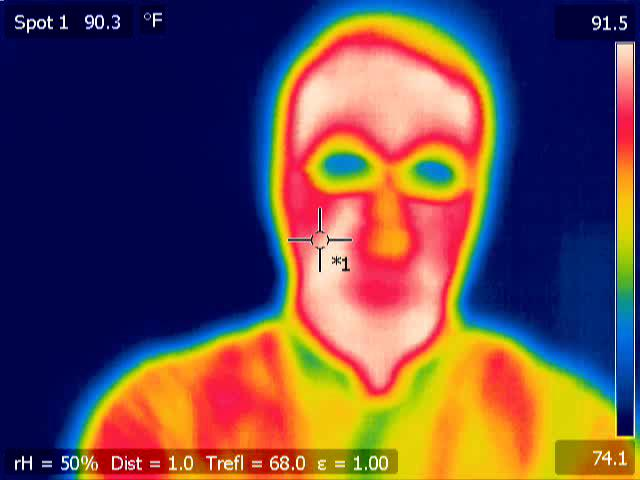
Image thermographique d'un visage.

La symbolique des couleurs dépasse les professions des arts graphiques. Dans les graphiques en fausse couleur, quand il s'agit de température, les régions chaudes sont conventionnellement rouge-orangé, et les régions froides bleues.
La science moderne ni la colorimétrie ne tiennent généralement compte de l'opposition entre couleurs chaudes et froides, mais elle reste en usage en peinture et dans le design. 
L'association couleur-température dans la théorie du corps noir et de la température de couleur inverse l'association traditionnelle. Ainsi, les étoiles les plus chaudes brillent d'un éclat bleuté (c'est-à-dire avec des ondes plus courtes), et les moins chaudes d'une lueur rouge. Cela, cependant, n'est pas un grand mystère : les moyens de chauffage à disposition de l'homme ne lui permettent de chauffer le fer que du noir (émission infrarouge) au rouge-orangé, avant d'être ébloui par l'éclat du métal chauffé à blanc.

Les corps les plus chauds, par exemple certaines étoiles, sont de couleur « froide » tandis que les corps les moins chauds rayonnent d'une couleur « chaude ». Échelle en kelvin.

## Effet psychologique
Selon Johannes Itten, la couleur de l'environnement influence la sensation de chaleur ; dans une pièce peinte en couleurs froides, les présents éprouvent une sensation de froid à partir d'une température de deux à quatre degrés supérieure à celle qu'il faut dans une pièce peinte en couleurs chaudes.
Placés sur un fond froid, des objets de couleurs chaudes semblent se détacher, alors qu'en inversant les teintes, cet effet ne se produit pas. Aussi les couleurs chaudes et vives sont aussi des couleurs saillantes ; tandis que d'autres couleurs, le bleu et le bleu-violet, semblent s'éloigner : ce sont des couleurs fuyantes. En aménagement d'intérieur, les premières servent à créer une sensation d'intimité ; les secondes, une impression d'ampleur et de calme. On utilise l'effet en peinture pour détacher des plans. Joseph Albers montre aussi des contre-exemples en peinture.
Vassily Kandinsky associe les couleurs chaudes aux formes en angles aigus, avec comme extrême le jaune, pour un angle de 30°, et les couleurs froides aux angles obtus, l'angle plat étant gris, et le bleu s'associant à l'angle de 150° ; l'angle droit s'associe au rouge. Une étude a retrouvé ces associations chez un groupe de sujets.
La théorie des couleurs attribue des effets psychologiques à ces deux pôles. Les couleurs chaudes ont tendance à mettre en valeur ou rendre les peintures plus attirantes à l'œil, tandis que les couleurs froides ont tendance à les estomper ; utilisées en décoration d'intérieur, on dit que les couleurs chaudes réveillent et stimulent l'observateur (ce qui les rend particulièrement propres à colorer une salle à manger, où on dit qu'elles stimulent la digestion), tandis que les couleurs froides le calment et l'apaisent (ce qui les réserve plutôt pour les chambres où on dit qu'elles aident à s'endormir). La plupart de ces effets, pour autant qu'ils agissent réellement, peuvent être attribués à la saturation plus élevée et à la luminosité supérieure des pigments « chauds » par opposition avec les « froids ». Cela dit, le marron, par exemple, est une couleur chaude, certes, mais ni saturée ni lumineuse et que peu de gens trouvent visuellement plaisante ou psychologiquement stimulante[réf. souhaitée]...

### Effet de convention
La perception, d'une façon générale, ne dépend pas exclusivement de la sensation présente, mais du processus cognitif qui la relie aux différentes strates de la mémoire. Dès lors que la théorie est connue, elle exerce son empire sur les personnes qui regardent, et qui cherchent, autant qu'à contempler le sujet, à comprendre les intentions de l'artiste.

### Photographie de cinéma
Au cinéma, l'utilisation des tons froids apporte de la distance, au contraire des tons chauds, qui donnent une impression de proximité. Un arrière-plan en tons froids sera d'autant plus lointain. Par exemple, l'utilisation de tons froids pour un premier plan avec un personnage, et de tons chauds pour l'arrière plan, créera un effet particulier de distanciation avec le personnage[réf. souhaitée].